# Eraclide Lembo
Eraclide Lembo (in greco antico: Ἡρακλείδης Λέμβος?, Hērakléidēs Lémbos; in latino Heraclides Lembus o Heracleides Lembus; fl. 180-145 a.C.) è stato un filosofo e scrittore greco antico.

## Biografia
Eraclide, nato forse ad Alessandria, fu un funzionario pubblico egiziano che visse durante il regno di Tolomeo VI Filometore. Si diceva che avesse negoziato il trattato che poneva termine all'invasione dell'Egitto da parte di Antioco IV, nel 169 a.C. e che suo segretario fu Agatarchide di Cnido. Si occupò, probabilmente durante le pause dell'attività politica o dopo il ritiro da essa, di opere di varia erudizione, specialmente riguardanti curiosità biografiche e paradossografiche.

## Opere
Più nel dettaglio, sappiamo che Eraclide si era occupato di diversi argomenti.
L'opera maggiore erano le Storie (Ἱστορίαι), in almeno 37 libri, che riguardavano argomenti storici e mitologici e di cui restano cinque frammenti, concernenti la fondazione di Roma ad opera degli Achei di ritorno da Troia, l'alta stima della bellezza a Sparta, un'invasione di rane, Demetrio Poliorcete e suo padre Antigono Monoftalmo innamorati della stessa etera, eccentricità filologiche su Alessarco, fratello di Cassandro, inventore di neologismi.
Ancora, Eraclide aveva scritto un Λεμβευτικὸς λόγος, di cui non sappiamo nulla se non il titolo, al quale era dovuto il suo soprannome.
Tra le opere di epitomatore che lo caratterizzarono presso i posteri, un'epitome dell'opera di Sozione il Peripatetico, Successioni dei Filosofi; delle Vite di Satiro di Callati; dei Legislatori di Ermippo di Smirne. Come detto, comunque, Eraclide è a noi noto soprattutto per gli Excerpta Politiarum, contenenti brevi estratti dalle Πολιτείαι (Costituzioni) e dai Νόμιμα βαρβαρικά ("Usi dei barbari") di Aristotele, e precisamente quaranta frammenti dai 158 scritti che componevano la prima opera e quattro dalla seconda. 

Infine, si attribuisce ad Eraclide, con forti dubbi, una biografia di Archimede, menzionata da Eutocio.